# Jean-Luc Azoulay
Pour les articles homonymes, voir Azoulay.
 (juin 2025).
Si vous disposez d'ouvrages ou d'articles de référence ou si vous connaissez des sites web de qualité traitant du thème abordé ici, merci de compléter l'article en donnant les références utiles à sa vérifiabilité et en les liant à la section « Notes et références ».
Jean-Luc Azoulay, également connu sous le pseudonyme de Jean-François Porry, est un producteur, scénariste, parolier, et compositeur français né le 23 septembre 1947 à Sétif en Algérie.
Cofondateur de la société AB Productions, il contribue à populariser Dorothée en écrivant la quasi-totalité de ses chansons et en produisant une partie de ses spectacles et émissions de télévision dont le Club Dorothée sur TF1. Il a également signé les chansons d'autres artistes comme Hélène Rollès ou Les Musclés, et créé plusieurs séries télévisées telles qu’Hélène et les Garçons ou Premiers Baisers.
Toujours actif dans la production audiovisuelle et musicale, Jean-Luc Azoulay est aujourd'hui à la tête de la société JLA Holding et de la chaine de télévision locale IDF1, dont il est le créateur.

## Biographie

### Les débuts
Le 1er juillet 1962, soit quatre jours avant l'indépendance de l'Algérie, Jean-Luc Azoulay arrive en France à l'âge de quinze ans avec sa famille. Il habite Malakoff et se lance, après le bac, dans des études de médecine. En 1965, il découvre Sylvie Vartan en écoutant Salut les copains à la radio. Il crée alors son premier fan-club et fait la connaissance de Carlos, son secrétaire, et devient son assistant. À partir de 1968, Carlos se lance dans la chanson et Jean-Luc Azoulay le remplace comme secrétaire de la chanteuse, de 1966 à 1976, abandonnant ses études en troisième année. En 1970, il part en tournée avec Sylvie Vartan au Japon.
En 1976, lorsque Sylvie Vartan décide d'aller vivre aux États-Unis, Jean-Luc Azoulay reste en France. Il rencontre Claude Berda dont le père, Roland Berda, à la tête des « Créations Sylvie Vartan » (prêt-à-porter), vient de mourir. En 1977, les deux jeunes hommes se lancent dans la production de disques et créent AB Productions (A comme Azoulay et B comme Berda)[réf. nécessaire], avec 25 000 FRF. Ils adaptent la version disco de la chanson Mustapha (Chérie je t'aime, chérie je t'adore...), créée par Bob Azzam, qui se vend à 100 000 exemplaires[réf. nécessaire]. Ils produisent des disques pour la jeunesse, comme Le Petit Prince, raconté par Jean Marais.
Sous le pseudonyme de Jean-François Porry (il avait, à l'origine, choisi comme pseudonyme « Jean-François Pourry », mais la secrétaire de la SACEM, ayant mal retranscrit sa déclaration, a conservé « Porry »), Jean-Luc Azoulay écrit des chansons pour les artistes produits par AB, à commencer par la chanteuse de rock Nadine Expert. Le plus souvent, il écrit ses chansons avec le compositeur Gérard Salesses.
Début 1978, Jean-Luc Azoulay découvre Dorothée sur Antenne 2, animatrice de télévision qui présente Dorothée et ses amis.

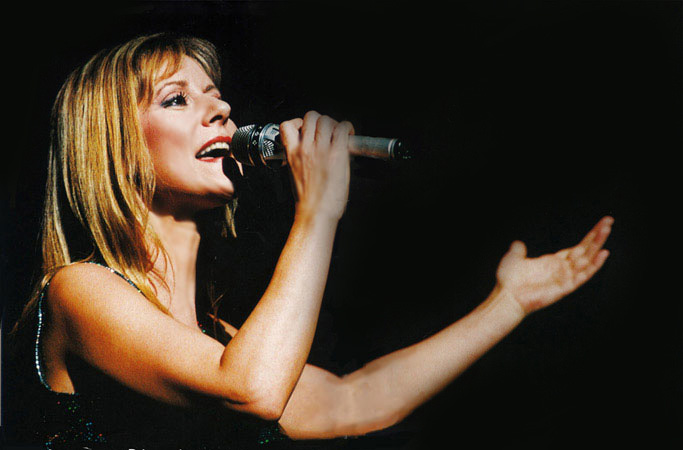
Dorothée.

Il décide d'écrire des chansons pour Dorothée et produit pour elle cinq comédies musicales entre 1980 et 1986 (Dorothée au pays des chansons, Dorothée tambour battant, Au royaume de Diguedondaine, Pour faire une chanson et On va faire du cinéma). Sa collaboration avec Dorothée le conduit à se lancer dans la production télévisuelle, puisqu'il produit également Discopuce, l'une des rubriques de l'émission Récré A2.[réf. nécessaire]
En 1982, Jean-Luc Azoulay produit pour Dorothée l'album Hou ! La menteuse, dont il écrit la plupart des chansons, toujours avec la collaboration de Gérard Salesses. L'album se vend à 1 500 000 exemplaires[réf. nécessaire], tandis que la chanson Hou la menteuse ! se classe no 1 des ventes de singles IFOP pendant 9 semaines, s'écoulant à 1 300 000 exemplaires. En deux ans, Dorothée vend 4 000 000 de disques[Quoi ?][réf. nécessaire] et permet à Azoulay de s'imposer dans la musique et d'écrire d'autres succès pour Dorothée.
En 1986, il lance la carrière d'Emmanuelle Mottaz qui vend 850 000 exemplaires[réf. nécessaire] de la chanson Premier Baiser et se classe deuxième du Top 50. Il écrit et produit les quatre albums d'Emmanuelle Mottaz.

### Les années «Club Dorothée»

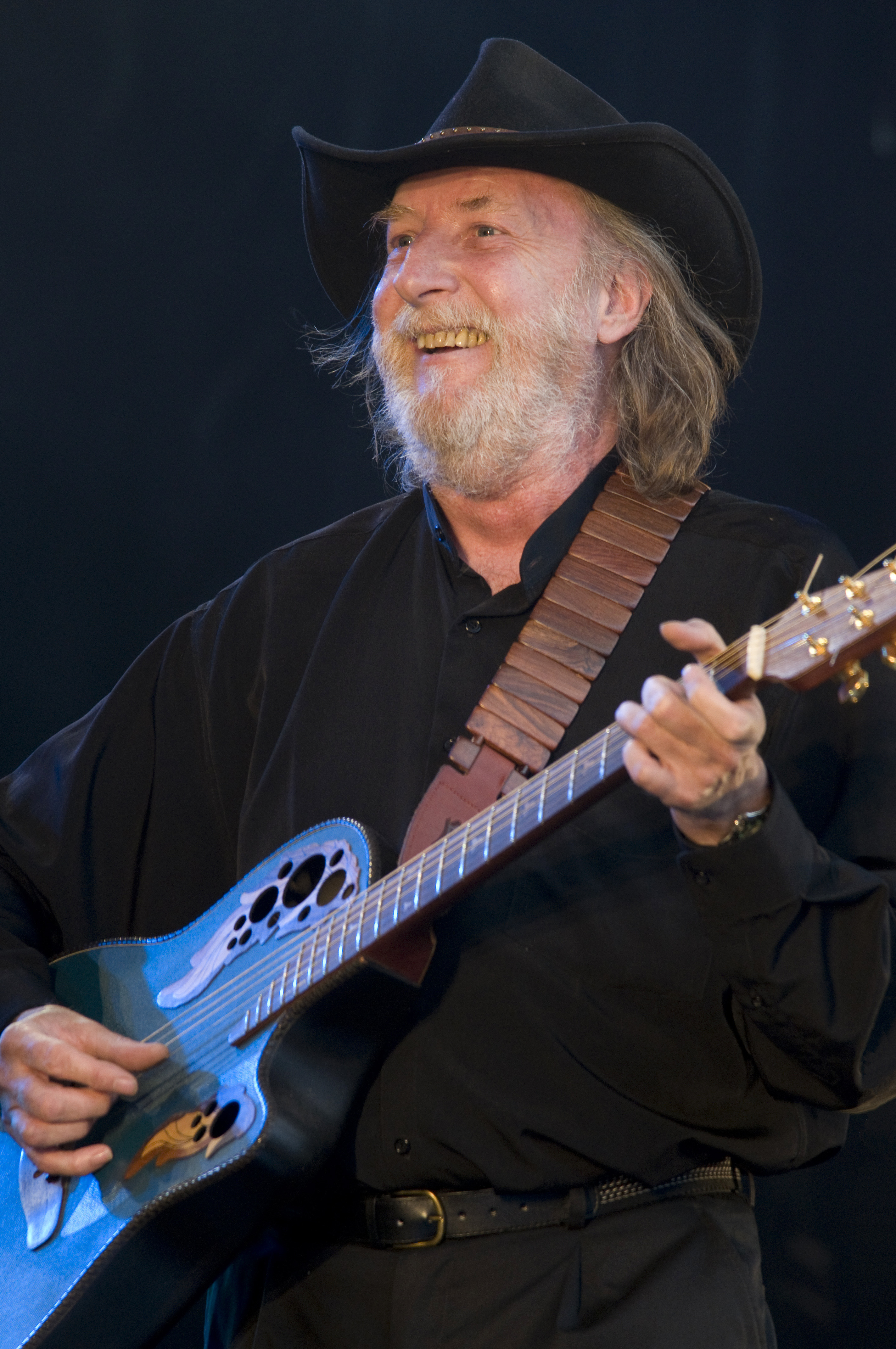
François Corbier.

Au printemps 1987, AB Productions signe un contrat avec la chaîne privée TF1 et lance une nouvelle émission jeunesse présentée par Dorothée, largement centrée sur sa facette de chanteuse : le Club Dorothée. 
Jean-Luc Azoulay débauche une partie de l'équipe artistique et technique de Récré A2, l'émission phare du service public créée par Jacqueline Joubert, en réunissant cinq animateurs de l'émission, tous découverts par cette dernière : Dorothée, Jacky, Ariane, François Corbier et Patrick Simpson-Jones, pour lesquels il écrira également plusieurs chansons. Il en profite aussi pour produire sa première série télévisée, Pas de pitié pour les croissants
Outre le Club Dorothée sont lancées plus tard d'autres émissions télévisées avec Dorothée comme Terre, Attention, Danger, Club Sciences, Des millions de copains, Club Plus... Jean-Luc Azoulay produit également le Jacky Show, une émission musicale présentée par Jacky qui devient vite une vitrine des artistes produits par AB Disques.
Parallèlement, Jean-Luc Azoulay poursuit ses activités d'auteur de chansons et de producteur de musique en réalisant de nouveaux succès pour Dorothée (Docteur, Attention danger, Tremblement de terre, Nicolas et Marjolaine, Chagrin d'amour, Les Neiges de l'Himalaya, Le Collège des cœurs brisés.
Il met également en scène et produit les concerts de Dorothée de 1990 à 1996 et signe aussi plusieurs albums pour Les Musclés, l'orchestre de Dorothée. Il assure lui-même les chœurs sur certaines chansons de Dorothée en concert à Bercy, notamment Et la pluie et Par amour pour toi.
Dans la foulée de Pas de pitié pour les croissants, et à la suite du Décret Tasca, imposant des quotas de production et de diffusion d'œuvre d'expression originale française aux heures de grande écoute, qui doit entrer en vigueur le 1er janvier 1992, Azoulay crée de nombreuses séries télévisées (principalement des sitcoms, genre qu'il contribue à relancer en France), dont il cosigne plus de 2 000 épisodes[réf. nécessaire], généralement sous son pseudonyme de Jean-François Porry. Ses séries les plus connues sont Salut Les Musclés (1989), Premiers Baisers (1991), Le Miel et les Abeilles (1992), Les Filles d'à côté (1993) et surtout Hélène et les Garçons (1992), sitcom qui deviendra un véritable phénomène de société, attirant près de 6 000 000 de téléspectateurs sur TF1[réf. nécessaire].
Devant le succès des séries, il décide de faire chanter ses comédiens les plus populaires. Il écrit ou produit notamment des titres pour Christophe Rippert, les jumelles Christine et Stéphanie Ever, Anthony Dupray, Manuela Lopez, Sébastien Roch, Babsie, Mallaury Nataf, Thierry Redler, Camille Raymond, Bradley Cole, etc. Le succès le plus notable est cependant celui d'Hélène Rollès, l'héroïne d'Hélène et les Garçons, qui va faire augmenter le chiffre d'affaires d'AB Productions[réf. nécessaire].
Jean-Luc Azoulay est également l'auteur de la quasi-totalité[réf. nécessaire] des génériques des séries diffusées dans le Club Dorothée, interprétés en grande majorité par Bernard Minet, notamment Bioman, Les Chevaliers du Zodiaque, Nicky Larson, Juliette je t'aime, Dragon Ball et Goldorak, entre autres.
Parmi ses chansons les plus connues, écrites dans cette période, peuvent être citées La fête au village, La Merguez Party, Pour l'amour d'un garçon, Je m'appelle Hélène, Amour secret, Un amour de vacances, Changer tout ça, Parce que c'était écrit comme ça, Le Miracle de l'amour, etc.
De façon plus confidentielle, Azoulay crée, à cette époque, un nouveau label, Stiger Records, qui produira notamment l'album Silences de Sébastien Roch, Amour symphonique d'Arielle Dombasle et les deux derniers albums d'Emmanuelle Mottaz : Tu seras à mes pieds (Poor rotten baby) et Aquarelle et jeunes filles.
En 1992, il lance une seconde filiale d'AB Productions, Pense A Moi, grâce à laquelle il donne une seconde chance à des artistes victimes de ruptures de contrat. Jeanne Mas, Dave, Carlos, Desireless et Chantal Goya signent un contrat sur le label[réf. nécessaire].
Il prête également sa voix au personnage de Sahara, le dromadaire extraterrestre des émissions de vacances du Club Dorothée.

### Changement de cap
En 1997, le Club Dorothée est définitivement arrêté sur décision de TF1. Jean-Luc Azoulay signe encore pour Dorothée en 1998 la chanson Je ne vous ai pas oubliés (interprétée une seule fois dans L'École des fans), qui restera inédite sur support audio jusqu'en 2016 avec l'album Dorothée l'essentiel.
En 1999, Jean-Luc Azoulay et Claude Berda décident de se séparer professionnellement et AB Productions se scinde en deux sociétés : AB Groupe, dirigé par Claude Berda qui développe les chaînes du bouquet ABsat et JLA Holding (comme Jean-Luc Azoulay), qu'il dirige, qui se consacre à la production de séries télévisées (Navarro, L'Instit, Quai n°1, SOS 18, Les Hommes de cœur, Le Groupe, Les Vacances de l'amour...) et de fictions et mini-séries de type remake (Les Liaisons dangereuses, Les Rois maudits...).
En 2002, puis en 2005, il tente de devenir diffuseur en présentant un projet de chaîne pour enfants : « Do TV » puis « Club Récré », autour du personnage de Dorothée[réf. nécessaire]. Le CSA rejette les projets.
En 2006, Jean-Luc Azoulay produit les remix de chansons qu'il a écrites pour Dorothée : Hou ! La menteuse qui se vend à 175 000 exemplaires et se classe numéro 6 du Top 50, ainsi que La valise et Allo, allo monsieur l'ordinateur. Cependant, malgré ces succès, aucun album de remixes ne verra le jour.
En juin 2007, IDF1, le troisième projet de chaîne de télévision de Jean-Luc Azoulay, est sélectionné par le CSA. Il s'associe à Marc Tessier (ancien président de France Télévisions) et à Michèle Cotta, pour élaborer IDF1, chaîne dont il est le président.
Parallèlement, il écrit et produit plusieurs séries télévisées de type soap opera comme Baie des flamboyants, Dreams : 1 rêve, 2 vies ou encore Les Mystères de l'amour, diffusée depuis 2011 sur TMC. Il lance également la carrière musicale d'une des actrices de cette dernière série, Elsa Esnoult, dont il co-écrit et produit les chansons.
En 2010, il reprend sa collaboration avec Dorothée lorsqu'elle remonte sur scène. Il écrit notamment les chansons de Dorothée 2010 et produit ses quatre spectacles à l'Olympia (Olympia 2010) puis à Bercy le 18 décembre 2010 (Bercy 2010).
En 2012, il produit le nouvel album d'Hélène Rollès, Hélène 2012, ainsi que ses concerts à l'Olympia les 6 et 7 janvier 2012, puis au Folies Pigalles et au Divan du Monde à Paris.
Jean-Luc Azoulay produit également les concerts de Sylvie Vartan au Palais des congrès en 2004 et 2008, à l'Olympia en 2009 et 2010, au Théâtre du Châtelet en 2010 et 2011 et à la salle Pleyel en 2011, ainsi que ceux de Tony Carreira à l'Olympia en 2012.
Depuis avril 2019, JLA Productions produit la série à succès Astrid et Raphaëlle, diffusée sur France 2.

### Vie privée
Il est marié à Isabelle Bouysse, actrice ayant tourné dans plusieurs de ses productions. Ils ont ensemble deux enfants : un fils et une fille.

## Jean-Luc Azoulay et la critique
Les chansons et émissions de Jean-Luc Azoulay ont souvent fait l'objet de critiques virulentes, particulièrement à l'époque du Club Dorothée.
Pour de nombreux médias, les productions télévisuelles et musicales de Jean-Luc Azoulay symbolisent dans les années 1980-1990 un certain genre, synonyme de qualité médiocre et de production à la chaîne. Ses chansons ont ainsi été critiquées pour leur caractère répétitif, notamment dans un article de la revue L'Effet Ripobe datant de 1994 : « Ses chansons se ressemblent toutes (…) ; toutes les musiques des séries [du Club Dorothée] sont calquées sur celles de Bioman, Les Chevaliers du Zodiaque, etc. C'est souvent une boîte à rythme qui ne produit qu'un seul son.
Les paroles des chansons sont toujours les mêmes. Après chaque générique elles sont mises dans un chapeau pour les mélanger un peu avant de les retirer pour faire un nouveau générique » (sic). 
Les sitcoms de Jean-Luc Azoulay ont été critiquées pour le jeu de leurs acteurs, forcés de faire « des gestes excessifs et caricaturaux », mais aussi des histoires qui « se répètent, traînent en longueur et tournent en rond », ou encore « des rires pré-enregistrés, généreusement diffusés pour donner un rythme à des émissions dont l’humour n’est pas la vertu première ». Sur le fond, ces séries ont été accusées de véhiculer une idéologie conservatrice, voire réactionnaire : « Rapports hommes-femmes, la ségrégation est de mise et les échanges sont d'une consternante pauvreté : (...) rencontres qui ne tournent qu'autour de l'amour, rôles traditionnels revendiqués jusqu'à la caricature... (...) Les héros d'Hélène et les Garçons marchent à grands pas vers toutes les normalisations de l'âge adulte, mais avec une imagination lobotomisée » (Le Monde diplomatique, 1993).
À cela s'ajoutent les polémiques engendrées par certains dessins animés japonais diffusés dans le Club Dorothée comme Dragon Ball Z ou Ken le survivant, jugés violents et inadaptés à un public jeune,.
Loin d'être indifférent aux critiques, Jean-Luc Azoulay y fait référence à plusieurs reprises dans ses chansons et émissions, pour mieux les tourner en dérision. Ainsi, dans La Valse des..., une chanson écrite pour Les Musclés, Azoulay se montre extrêmement virulent à l'égard des médias qui dénigrent ses productions (Les gens qui en savent plus / Parc’ qu’ils ont Canal+ / Ceux qui croient que Libé / Ne peut pas se tromper / Qui s’ font leur cinéma / Avec Télérama / Ces gens-là / Ces gens-là sont des...). De même, la sitcom Premiers Baisers et sa suite Les Années fac mettent en scène, dans une sorte de mise en abyme, le personnage de Roger Girard, un scénariste de télévision qui se plaint à plusieurs reprises des critiques contre sa série, allant jusqu'à traiter ses détracteurs de « journaleux prétentieux ». En outre, Azoulay s'en est pris directement à certains détracteurs célèbres du Club Dorothée, comme Antoine de Caunes (évoqué notamment dans une chanson écrite pour Les Musclés, Antoine Daicône), Laurent Baffie (pastiché en Roland Paffé dans le Club Dorothée), mais aussi Ségolène Royal, alors députée des Deux-Sèvres (nommément visée dans une séquence de l'émission Pas de pitié pour les croissants).